# Deputati della VI legislatura della Repubblica Italiana
Questo elenco riporta i nomi dei deputati della VI legislatura della Repubblica Italiana dopo le elezioni politiche del 1972.

## Gruppi
| Gruppi                                           | Inizio | Fine |
| ------------------------------------------------ | ------ | ---- |
| Democratico Cristiano ()                         | 266    | 263  |
| Comunista ()                                     | 175    | 175  |
| Socialista ()                                    | 61     | 61   |
| Movimento Sociale Italiano - Destra Nazionale () | 56     | 55   |
| Partito Socialista Democratico Italiano ()       | 29     | 30   |
| Liberale ()                                      | 20     | 20   |
| Repubblicano ()                                  | 15     | 15   |
| Misto ()                                         | 7      | 10   |
| Totale                                           | 629    | 629  |

Ad inizio legislatura risultava vacante il seggio spettante al collegio uninominale della Valle d'Aosta; alle elezioni politiche del 7-8 maggio 1972 la candidatura di Germano Ollietti (deceduto il 25 aprile precedente in un incidente stradale) aveva riportato il maggior numero di voti. Le elezioni suppletive si tennero il 26 novembre e furono indette anche per il Senato (ove la candidatura di Oreste Marcoz, deceduto nel medesimo incidente stradale, aveva ottenuto il maggior numero di voti). Per la Camera, le suppletive condussero all'elezione di Emilio Chanoux (UVP), che aderì al gruppo misto.

## Ufficio di presidenza

### Presidente
- Sandro Pertini (PSI)

### Vicepresidenti
- Benigno Zaccagnini (DC) (abbandona la carica il 22 settembre 1975)
- Oscar Luigi Scalfaro (DC) (eletto il 22 ottobre 1975)
- Roberto Lucifredi (DC)
- Arrigo Boldrini (PCI)
- Nilde Iotti (PCI)

### Questori
- Michele Tantalo (DC)
- Guido Ceccherini (PSDI)
- Franco Busetto (PCI)

### Segretari
- Luigi Girardin (DC)
- Michele Pistillo (PCI)
- Aldo D'Alessio (PCI)
- Dino Moro (PSI)
- Antonio Guarra (MSI-DN)
- Arnaldo Armani (DC)
- Gennaro Papa (PLI) (abbandona la carica il 22 settembre 1975)
- Aristide Gunnella (PRI) (abbandona la carica il 30 giugno 1972)
- Pietro Serrentino (PLI) (eletto il 22 ottobre 1975)
- Ennio D'Aniello (PRI) (eletto il 27 luglio 1972)

## Composizione storica
| Deputato                           | Collegio   | Lista        |
| ---------------------------------- | ---------- | ------------ |
| Dolores Abbiati                    | Brescia    | PCI          |
| Tullio Abelli                      | Torino     | MSI-DN       |
| Veniero Accreman                   | Bologna    | PCI          |
| Michele Achilli                    | Milano     | PSI          |
| Alberto Aiardi                     | L'Aquila   | DC           |
| Peppino Aldrovandi                 | Bologna    | PCI          |
| Massimo Alesi                      | Venezia    | PLI          |
| Giuseppe Alessandrini              | Roma       | PLI          |
| Gennaro Alfano                     | Napoli     | MSI-DN       |
| Gianfranco Aliverti                | Como       | DC           |
| Cesare Allegri                     | Brescia    | DC           |
| Raffaele Allocca                   | Napoli     | DC           |
| Giorgio Almirante                  | Roma       | MSI-DN       |
| Fortunato Aloi                     | Catanzaro  | MSI-DN       |
| Giuseppe Alpino                    | Torino     | PLI          |
| Renato Altissimo                   | Torino     | PLI          |
| Giuseppe Amadei                    | Parma      | PSDI         |
| Leonetto Amadei                    | Pisa       | PSI          |
| Aldo Amadeo                        | Genova     | DC           |
| Giorgio Amendola                   | Napoli     | PCI          |
| Francesco Amodio                   | Benevento  | DC           |
| Luigi Anderlini                    | Perugia    | Misto (PCI)  |
| Giovanni Andreoni                  | Milano     | DC           |
| Giulio Andreotti                   | Roma       | DC           |
| Vito Angelini                      | Lecce      | PCI          |
| Luigi Angrisani                    | Benevento  | PSDI         |
| Tina Anselmi                       | Venezia    | DC           |
| Dario Antoniozzi                   | Catanzaro  | DC           |
| Arnaldo Armani                     | Udine      | DC           |
| Baldassare Armato                  | Napoli     | DC           |
| Gian Aldo Arnaud                   | Torino     | DC           |
| Mario Artali                       | Milano     | PSI          |
| Aldo Arzilli                       | Pisa       | PCI          |
| Renato Ascari Raccagni             | Bologna    | PRI          |
| Franco Assante                     | Roma       | PCI          |
| Maruzza Astolfi                    | Verona     | PCI          |
| Giuseppe Azzaro                    | Catania    | DC           |
| Marco Baccalini                    | Milano     | PCI          |
| Vittorio Badini Confalonieri       | Cuneo      | PLI          |
| Cesco Baghino                      | Genova     | MSI-DN       |
| Giuseppe Balasso                   | Verona     | DC           |
| Roberto Baldassari                 | Milano     | PCI          |
| Vincenzo Baldassi                  | Parma      | PCI          |
| Carlo Baldi                        | Cuneo      | DC           |
| Renato Ballardini                  | Trento     | PSI          |
| Renato Ballarin                    | Venezia    | PCI          |
| Vincenzo Balzamo                   | Brescia    | PSI          |
| Pasquale Bandiera                  | Catania    | PRI          |
| Davide Barba                       | Napoli     | DC           |
| Paolo Barbi                        | Napoli     | DC           |
| Luciano Barca                      | Ancona     | PCI          |
| Mario Bardelli                     | Mantova    | PCI          |
| Martino Bardotti                   | Siena      | DC           |
| Piero Bargellini                   | Firenze    | DC           |
| Mario Andrea Bartolini             | Perugia    | PCI          |
| Antonio Baslini                    | Milano     | PLI          |
| Aldo Bassi                         | Palermo    | DC           |
| Renato Bastianelli                 | Ancona     | PCI          |
| Adolfo Battaglia                   | Verona     | PRI          |
| Paolo Battino Vittorelli           | Torino     | PSI          |
| Mario Beccaria                     | Milano     | DC           |
| Angelo Becciu                      | Cagliari   | DC           |
| Corrado Belci                      | Trieste    | DC           |
| Nicola Bellisario                  | L'Aquila   | DC           |
| Italo Bellotti                     | Como       | DC           |
| Costantino Belluscio               | Catanzaro  | PSDI         |
| Alberto Bemporad                   | Genova     | PSDI         |
| Gianfilippo Benedetti              | Ancona     | PCI          |
| Tullio Benedetti                   | Torino     | PCI          |
| Johann Hans Benedikter             | Trento     | Misto (PPST) |
| Cesare Bensi                       | Como       | PSI          |
| Enrico Berlinguer                  | Roma       | PCI          |
| Giovanni Berlinguer                | Cagliari   | PCI          |
| Alcide Berloffa                    | Trento     | DC           |
| Guido Bernardi                     | Roma       | DC           |
| Bruno Bernini                      | Pisa       | PCI          |
| Giovanni Bersani                   | Bologna    | DC           |
| Pierantonino Berté                 | Milano     | DC           |
| Luigi Bertoldi                     | Verona     | PSI          |
| Loris Biagioni                     | Pisa       | DC           |
| Tommaso Biamonte                   | Benevento  | PCI          |
| Alfredo Bianchi                    | Pisa       | PCI          |
| Fortunato Bianchi                  | Milano     | DC           |
| Gerardo Bianco                     | Benevento  | DC           |
| Oddo Biasini                       | Bologna    | PRI          |
| Agostino Bignardi                  | Bologna    | PLI          |
| Giorgio Bini                       | Genova     | PCI          |
| Gino Birindelli                    | Firenze    | MSI-DN       |
| Antonio Bisaglia                   | Verona     | DC           |
| Alfredo Bisignani                  | Catania    | PCI          |
| Guido Bodrato                      | Torino     | DC           |
| Antonio Bodrito                    | Genova     | DC           |
| Ines Boffardi                      | Genova     | DC           |
| Giorgio Bogi                       | Genova     | PRI          |
| Anselmo Boldrin                    | Venezia    | DC           |
| Arrigo Boldrini                    | Bologna    | PCI          |
| Giacomo Bologna                    | Trieste    | DC           |
| Gilberto Bonalumi                  | Brescia    | DC           |
| Emo Bonifazi                       | Siena      | PCI          |
| Paolo Bonomi                       | Roma       | DC           |
| Luigi Borghi                       | Como       | DC           |
| Carlo Borra                        | Torino     | DC           |
| Giovanni Andrea Borromeo d'Adda    | Como       | MSI-DN       |
| Franco Bortolani                   | Parma      | DC           |
| Giovanni Bortot                    | Udine      | PCI          |
| Manfredi Bosco                     | Napoli     | DC           |
| Giuseppe Botta                     | Torino     | DC           |
| Pier Giorgio Bottarelli            | Parma      | PCI          |
| Carlo Bottari                      | L'Aquila   | DC           |
| Francesco Bova                     | Catanzaro  | DC           |
| Aldo Bozzi                         | Roma       | PLI          |
| Lucio Mariano Brandi               | Benevento  | PSI          |
| Piergiorgio Bressani               | Udine      | DC           |
| Federico Brini                     | L'Aquila   | PCI          |
| Mauro Bubbico                      | Roma       | DC           |
| Pietro Bucalossi                   | Milano     | PRI          |
| Brunetto Bucciarelli-Ducci         | Siena      | DC           |
| Pietro Buffone                     | Catanzaro  | DC           |
| Franco Busetto                     | Verona     | PCI          |
| Antonino Giuseppe Buttafuoco       | Catania    | MSI-DN       |
| Carlo Buzzi                        | Parma      | DC           |
| Giovanni Buzzoni                   | Bologna    | PCI          |
| Paolo Cabras                       | Roma       | DC           |
| Italo Giulio Caiati                | Lecce      | DC           |
| Luigi Caiazza                      | Firenze    | DC           |
| Giuseppe Calabrò                   | Catania    | MSI-DN       |
| Antonio Caldoro                    | Napoli     | PSI          |
| Vittorio Calvetti                  | Como       | DC           |
| Antonio Enrico Canepa              | Genova     | PSI          |
| Alessandro Canestrari              | Verona     | DC           |
| Carla Capponi Bentivegna           | Roma       | PCI          |
| Michele Capra                      | Brescia    | DC           |
| Giulio Caradonna                   | Roma       | MSI-DN       |
| Umberto Cardia                     | Cagliari   | PCI          |
| Egidio Carenini                    | Milano     | DC           |
| Antonio Cariglia                   | Firenze    | PSDI         |
| Gian Carlo Pajetta                 | Torino     | PCI          |
| Giuseppe Caroli                    | Lecce      | DC           |
| Giuseppe Carrà                     | Milano     | PCI          |
| Alessandro Carri                   | Parma      | PCI          |
| Gianuario Carta                    | Cagliari   | DC           |
| Antonio Caruso                     | Mantova    | PCI          |
| Carmen Casapieri                   | Torino     | PCI          |
| Armando Cascio                     | Catania    | PSI          |
| Maria Luisa Cassanmagnago Cerretti | Milano     | DC           |
| Michele Cassano                    | Bari       | MSI-DN       |
| Angelo Castelli                    | Brescia    | DC           |
| Albertino Castellucci              | Ancona     | DC           |
| Epifanio Cataldo Giudiceandrea     | Catanzaro  | PCI          |
| Nicola Cataldo                     | Potenza    | PCI          |
| Francesco Catanzariti              | Catanzaro  | PCI          |
| Vittore Catella                    | Torino     | PLI          |
| Francesco Cattanei                 | Genova     | DC           |
| Giannina Cattaneo Petrini          | Milano     | DC           |
| Stefano Cavaliere                  | Bari       | DC           |
| Guido Ceccherini                   | Udine      | PSDI         |
| Sergio Ceravolo                    | Genova     | PCI          |
| Benito Cerra                       | Catania    | PCI          |
| Carlo Cerri                        | Parma      | PCI          |
| Pietro Cerullo                     | Bologna    | MSI-DN       |
| Vittorio Cervone                   | Roma       | DC           |
| Gino Cesaroni                      | Roma       | PCI          |
| Aldo Cetrullo                      | L'Aquila   | PSDI         |
| Umberto Chiacchio                  | Napoli     | MSI-DN       |
| Giuseppe Chiarante                 | Brescia    | PCI          |
| Cecilia Chiovini Facchi            | Milano     | PCI          |
| Aurelio Ciacci                     | Siena      | PCI          |
| Adriano Ciaffi                     | Ancona     | DC           |
| Anna Maria Ciai Trivelli           | Roma       | PCI          |
| Alberto Ciampaglia                 | Napoli     | PSDI         |
| Bartolo Ciccardini                 | Roma       | DC           |
| Mario Cirillo                      | Benevento  | PCI          |
| Giuseppe Cittadini                 | Roma       | PCI          |
| Fabio Maria Ciuffini               | Perugia    | PCI          |
| Franco Coccia                      | Perugia    | PCI          |
| Maria Giulia Cocco                 | Cagliari   | DC           |
| Giuseppe Codacci Pisanelli         | Lecce      | DC           |
| Emilio Colombo                     | Potenza    | DC           |
| Vittorino Colombo                  | Milano     | DC           |
| Francesco Colucci                  | Milano     | PSI          |
| Michele Columbu                    | Cagliari   | Misto (PCI)  |
| Francesco Compagna                 | Napoli     | PRI          |
| Franco Concas                      | Venezia    | PSI          |
| Domenico Conte                     | Napoli     | PCI          |
| Renato Corà                        | Verona     | DC           |
| Vincenzo Corghi                    | Como       | PCI          |
| Giuseppe Cortese                   | Napoli     | DC           |
| Bruno Corti                        | Brescia    | PSDI         |
| Francesco Cossiga                  | Cagliari   | DC           |
| Giuseppe Costamagna                | Torino     | DC           |
| Nicola Cotecchia                   | Napoli     | MSI-DN       |
| Benedetto Cottone                  | Palermo    | PLI          |
| Salvatore Cottoni                  | Cagliari   | PSDI         |
| Alfredo Covelli                    | Benevento  | MSI-DN       |
| Bettino Craxi                      | Milano     | PSI          |
| Nino Cristofori                    | Bologna    | DC           |
| Sergio Cuminetti                   | Parma      | DC           |
| Vito Cusumano                      | Palermo    | PSI          |
| Giuseppe Dal Maso                  | Verona     | DC           |
| Carlo Aristide Dal Sasso           | Venezia    | MSI-DN       |
| Giuseppe D'Alema                   | Genova     | PCI          |
| Aldo D'Alessio                     | Roma       | PCI          |
| Michelangelo Dall'Armellina        | Verona     | DC           |
| Vito Damico                        | Torino     | PCI          |
| Luigi D'Angelo                     | Napoli     | PCI          |
| Ennio D'Aniello                    | Benevento  | PRI          |
| Saverio D'Aquino                   | Catania    | MSI-DN       |
| Bernardo D'Arezzo                  | Benevento  | DC           |
| Antonio D'Auria                    | Napoli     | PCI          |
| Sergio De Carneri                  | Trento     | PCI          |
| Danilo De' Cocci                   | Ancona     | DC           |
| Giuliano De Laurentiis             | Ancona     | PCI          |
| Donato De Leonardis                | Bari       | DC           |
| Ferruccio De Lorenzo               | Napoli     | PLI          |
| Giovanni De Lorenzo                | Roma       | MSI-DN       |
| Beniamino De Maria                 | Lecce      | DC           |
| Francesco De Martino               | Napoli     | PSI          |
| Ernesto De Marzio                  | Bari       | MSI-DN       |
| Gustavo De Meo                     | Bari       | DC           |
| Ferruccio De Michieli Vitturi      | Udine      | MSI-DN       |
| Ciriaco De Mita                    | Benevento  | DC           |
| Giorgio De Sabbata                 | Ancona     | PCI          |
| Renzo de' Vidovich                 | Trieste    | MSI-DN       |
| Costante Degan                     | Venezia    | DC           |
| Antonio Del Duca                   | L'Aquila   | DC           |
| Antonio Del Pennino                | Milano     | PRI          |
| Raffaele Delfino                   | L'Aquila   | MSI-DN       |
| Libero Della Briotta               | Como       | PSI          |
| Renato Dell'Andro                  | Bari       | DC           |
| Natalino Di Giannantonio           | L'Aquila   | DC           |
| Michele Di Giesi                   | Bari       | PSDI         |
| Mario Vincenzo Di Gioia            | Bari       | PCI          |
| Fernando Di Giulio                 | Siena      | PCI          |
| Gaetano Di Leo                     | Palermo    | DC           |
| Gaetano Di Marino                  | Benevento  | PCI          |
| Ferdinando Di Nardo                | Napoli     | MSI-DN       |
| Marcello Di Puccio                 | Pisa       | PCI          |
| Giuseppe Di Vagno                  | Bari       | PSI          |
| Carlo Donat-Cattin                 | Torino     | DC           |
| Claudio Donelli                    | Como       | PCI          |
| Antonino Drago                     | Catania    | DC           |
| Francesco Dulbecco                 | Genova     | PCI          |
| Luigi Durand de la Penne           | Genova     | PLI          |
| Maria Eletta Martini               | Pisa       | DC           |
| Giovanni Elkan                     | Bologna    | DC           |
| Enrico Endrich                     | Cagliari   | MSI-DN       |
| Enzo Erminero                      | Verona     | DC           |
| Attilio Esposto                    | L'Aquila   | PCI          |
| Franco Evangelisti                 | Roma       | DC           |
| Adriana Fabbri Seroni              | Firenze    | PCI          |
| Francesco Fabbri                   | Venezia    | DC           |
| Ivo Faenzi                         | Siena      | PCI          |
| Salvatore Fausto Fagone            | Catania    | PSI          |
| Girolamo Federici                  | Venezia    | PCI          |
| Carlo Felici                       | Roma       | DC           |
| Luigi Dino Felisetti               | Parma      | PSI          |
| Alberto Ferioli                    | Parma      | PLI          |
| Mario Ferrari Aggradi              | Venezia    | DC           |
| Attilio Ferrari                    | Parma      | PSI          |
| Alessandro Ferretti                | Palermo    | PCI          |
| Mario Ferri                        | Siena      | PSI          |
| Mauro Ferri                        | Como       | PSDI         |
| Giulietta Fibbi                    | Bologna    | PCI          |
| Renato Finelli                     | Parma      | PCI          |
| Mario Fioret                       | Udine      | DC           |
| Custode Fioriello                  | Roma       | PCI          |
| Sergio Flamigni                    | Bologna    | PCI          |
| Giovanni Angelo Fontana            | Verona     | DC           |
| Arnaldo Forlani                    | Ancona     | DC           |
| Loris Fortuna                      | Udine      | PSI          |
| Mario Foscarini                    | Lecce      | PCI          |
| Franco Foschi                      | Ancona     | DC           |
| Carlo Fracanzani                   | Verona     | DC           |
| Bruno Fracchia                     | Cuneo      | PCI          |
| Franco Franchi                     | Verona     | MSI-DN       |
| Salvatore Frasca                   | Catanzaro  | PSI          |
| Aventino Frau                      | Brescia    | DC           |
| Francesco Froio                    | Torino     | PSI          |
| Giovanni Furia                     | Torino     | PCI          |
| Leandro Fusaro                     | Udine      | DC           |
| Luigi Galli                        | Como       | DC           |
| Giovanni Galloni                   | Roma       | DC           |
| Carlo Alberto Galluzzi             | Firenze    | PCI          |
| Pietro Gambolato                   | Genova     | PCI          |
| Mario Garbi                        | Torino     | PCI          |
| Giuseppe Gargani                   | Benevento  | DC           |
| Mario Gargano                      | Roma       | DC           |
| Piero Luigi Gasco                  | Cuneo      | DC           |
| Remo Gaspari                       | L'Aquila   | DC           |
| Eraldo Gastone                     | Torino     | PCI          |
| Antonio Gava                       | Napoli     | DC           |
| Mario Domenico Gerolimetto         | Verona     | PLI          |
| Giovanni Giadresco                 | Bologna    | PCI          |
| Gabriele Giannantoni               | Roma       | PCI          |
| Mario Giannini                     | Bari       | PCI          |
| Luigi Giglia                       | Palermo    | DC           |
| Giovanni Gioia                     | Palermo    | DC           |
| Antonio Giolitti                   | Cuneo      | PSI          |
| Alberto Giomo                      | Milano     | PLI          |
| Alessandro Giordano                | Torino     | DC           |
| Alfredo Giovanardi                 | Bologna    | PSI          |
| Roberto Giovannini                 | Firenze    | PCI          |
| Luigi Girardin                     | Verona     | DC           |
| Giuseppe Gramegna                  | Bari       | PCI          |
| Luigi Granelli                     | Milano     | DC           |
| Niccolò Grassi Bertazzi            | Catania    | DC           |
| Antonio Grilli                     | Ancona     | MSI-DN       |
| Mario Marino Guadalupi             | Lecce      | PSI          |
| Antonio Guarra                     | Benevento  | MSI-DN       |
| Giorgio Guerrini                   | Verona     | PSI          |
| Giuseppe Guglielmino               | Catania    | PCI          |
| Luigi Gui                          | Verona     | DC           |
| Antonino Gullotti                  | Catania    | DC           |
| Aristide Gunnella                  | Palermo    | PRI          |
| Mauro Ianniello                    | Napoli     | DC           |
| Pietro Ingrao                      | Catanzaro  | PCI          |
| Lino Innocenti                     | Venezia    | DC           |
| Nilde Iotti                        | Parma      | PCI          |
| Attilio Iozzelli                   | Roma       | DC           |
| Giuseppe Iperico                   | Milano     | PCI          |
| Gino Ippolito                      | Roma       | PSDI         |
| Lorenzo Isgrò                      | Cagliari   | DC           |
| Angelo Maria Jacazzi               | Napoli     | PCI          |
| Vittorio Korach                    | Milano     | PCI          |
| Angelo La Bella                    | Roma       | PCI          |
| Giuseppe La Loggia                 | Palermo    | DC           |
| Giorgio La Malfa                   | Torino     | PRI          |
| Ugo La Malfa                       | Roma       | PRI          |
| Salvatore La Marca                 | Palermo    | PCI          |
| Pio La Torre                       | Palermo    | PCI          |
| Antonio Laforgia                   | Bari       | DC           |
| Giovanni Lamanna                   | Catanzaro  | PCI          |
| Nicola Lapenta                     | Potenza    | DC           |
| Vito Lattanzio                     | Bari       | DC           |
| Salvatore Lauricella               | Palermo    | PSI          |
| Achille Lauro                      | Napoli     | MSI-DN       |
| Mario Adriano Lavagnoli            | Verona     | PCI          |
| Vito Vittorio Lenoci               | Bari       | PSI          |
| Silvio Leonardi                    | Milano     | PCI          |
| Bruno Lepre                        | Udine      | PSI          |
| Nicola Lettieri                    | Benevento  | DC           |
| Pietro Lezzi                       | Napoli     | PSI          |
| Salvatore Lima                     | Palermo    | DC           |
| Ettore Lindner                     | Parma      | DC           |
| Mario Lizzero                      | Udine      | PCI          |
| Concetto Lo Bello                  | Catania    | DC           |
| Guido Lo Porto                     | Palermo    | MSI-DN       |
| Arcangelo Lobianco                 | Napoli     | DC           |
| Adriana Lodi Faustini Fustini      | Bologna    | PCI          |
| Giovanni Enrico Lombardi           | Mantova    | DC           |
| Riccardo Lombardi                  | Milano     | PSI          |
| Mauro Silvano Lombardi             | Pisa       | PCI          |
| Luigi Longo                        | Milano     | PCI          |
| Raffaello Lospinoso Severini       | Potenza    | DC           |
| Primo Lucchesi                     | Pisa       | DC           |
| Roberto Lucifredi                  | Genova     | DC           |
| Giuseppe Lupis                     | Catania    | PSDI         |
| Enzo Luraschi                      | Como       | DC           |
| Antonino Macaluso                  | Palermo    | MSI-DN       |
| Emanuele Macaluso                  | Palermo    | PCI          |
| Giuseppe Macchiavelli              | Genova     | PSI          |
| Desiderio Maggioni                 | Milano     | DC           |
| Terenzio Magliano                  | Torino     | PSDI         |
| Maria Magnani Noya                 | Torino     | PSI          |
| Domenico Magrì                     | Catania    | DC           |
| Aldo Maina                         | Torino     | MSI-DN       |
| Alberto Malagugini                 | Milano     | PCI          |
| Giovanni Malagodi                  | Milano     | PLI          |
| Franco Maria Malfatti              | Perugia    | DC           |
| Oscar Mammì                        | Roma       | PRI          |
| Enrico Manca                       | Perugia    | PSI          |
| Antonio Mancini                    | L'Aquila   | DC           |
| Giacomo Mancini                    | Catanzaro  | PSI          |
| Vincenzo Mancini                   | Napoli     | DC           |
| Clemente Manco                     | Lecce      | MSI-DN       |
| Giuseppe Mancuso                   | Catania    | PCI          |
| Guido Mantella                     | Catanzaro  | DC           |
| Aristide Marchetti                 | Como       | DC           |
| Nello Mariani                      | L'Aquila   | PSI          |
| Edoardo Marino                     | Palermo    | MSI-DN       |
| Luigi Mariotti                     | Firenze    | PSI          |
| Roberto Marmugi                    | Firenze    | PCI          |
| Mario Marocco                      | Udine      | DC           |
| Luigi Marras                       | Cagliari   | PCI          |
| Decimo Martelli                    | Parma      | PCI          |
| Anselmo Martoni                    | Bologna    | PSDI         |
| Antonio Marzotto Caotorta          | Milano     | DC           |
| Lodovico Maschiella                | Perugia    | PCI          |
| Cornelio Masciadri                 | Torino     | PSI          |
| Renato Massari                     | Milano     | PSDI         |
| Aldo Masullo                       | Napoli     | Misto (PCI)  |
| Giovanni Matta                     | Palermo    | DC           |
| Gino Mattarelli                    | Bologna    | DC           |
| Cesare Matteini                    | Firenze    | DC           |
| Gianmatteo Matteotti               | Verona     | PSDI         |
| Antonio Mazzarino                  | Catania    | PLI          |
| Mario Mazzarino                    | Lecce      | DC           |
| Francesco Vittorio Mazzola         | Cuneo      | DC           |
| Roberto Mazzotta                   | Milano     | DC           |
| Enrico Medi                        | Roma       | DC           |
| Giuseppa Mendola                   | Catania    | PCI          |
| Stefano Menicacci                  | Perugia    | MSI-DN       |
| Lorenzo Menichino                  | Udine      | PCI          |
| Gianfranco Merli                   | Pisa       | DC           |
| Antonio Messeni Nemagna            | Bari       | MSI-DN       |
| Enzo Meucci                        | Pisa       | DC           |
| Vincenzo Miceli                    | Palermo    | PCI          |
| Filippo Micheli                    | Perugia    | DC           |
| Pietro Micheli                     | Parma      | DC           |
| Giorgio Milani                     | Milano     | PCI          |
| Amalia Miotti Carli                | Verona     | DC           |
| Aldo Mirate                        | Cuneo      | PCI          |
| Giuseppe Miroglio                  | Cuneo      | DC           |
| Riccardo Misasi                    | Catanzaro  | DC           |
| Karl Mitterdorfer                  | Trento     | Misto (PPST) |
| Carlo Molè                         | Cagliari   | DC           |
| Maurizio Monti                     | Trento     | DC           |
| Renato Monti                       | Firenze    | PCI          |
| Danilo Morini                      | Parma      | DC           |
| Aldo Moro                          | Bari       | DC           |
| Dino Moro                          | Venezia    | PSI          |
| Giovanni Mosca                     | Milano     | PSI          |
| Giovanni Musotto                   | Palermo    | PSI          |
| Isacco Nahoum                      | Cuneo      | PCI          |
| Giorgio Napolitano                 | Napoli     | PCI          |
| Lorenzo Natali                     | L'Aquila   | DC           |
| Alessandro Natta                   | Genova     | PCI          |
| Andrea Negrari                     | Pisa       | DC           |
| Cesarino Niccolai                  | Firenze    | PCI          |
| Giuseppe Niccolai                  | Pisa       | MSI-DN       |
| Franco Nicolazzi                   | Torino     | PSDI         |
| Angelo Nicosia                     | Palermo    | MSI-DN       |
| Giuseppe Noberasco                 | Genova     | PCI          |
| Guglielmo Nucci                    | Catanzaro  | DC           |
| Marcello Olivi                     | Verona     | DC           |
| [Vacante]                          | Aosta      | –            |
| Flavio Orlandi                     | Ancona     | PSDI         |
| Ruggero Orlando                    | Roma       | PSI          |
| Gianfranco Orsini                  | Udine      | DC           |
| Pietro Padula                      | Brescia    | DC           |
| Renato Palumbo                     | Benevento  | MSI-DN       |
| Filippo Maria Pandolfi             | Brescia    | DC           |
| Leonardo Pandolfo                  | Palermo    | PSDI         |
| Mario Pani                         | Cagliari   | PCI          |
| Gennaro Papa                       | Benevento  | PLI          |
| Pasquale Pascariello               | Lecce      | PCI          |
| Francesco Patriarca                | Napoli     | DC           |
| Vincenzo Pavone                    | Catania    | DC           |
| Alfredo Pazzaglia                  | Cagliari   | MSI-DN       |
| Mario Pedini                       | Brescia    | DC           |
| Eugenio Peggio                     | Bologna    | PCI          |
| Emilio Pegoraro                    | Verona     | PCI          |
| Maria Agostina Pellegatta          | Como       | PCI          |
| Giovanni Pellicani                 | Venezia    | PCI          |
| Michele Pellicani                  | Bari       | PSI          |
| Sergio Pellizzari                  | Verona     | PCI          |
| Erminio Pennacchini                | Roma       | DC           |
| Maurizio Pensa                     | Torino     | DC           |
| Tommaso Perantuono                 | L'Aquila   | PCI          |
| Antonino Perrone                   | Catania    | DC           |
| Alessandro Pertini                 | Genova     | PSI          |
| Francesco Petronio                 | Milano     | MSI-DN       |
| Amerigo Petrucci                   | Roma       | DC           |
| Sergio Pezzati                     | Firenze    | DC           |
| Domenico Pica                      | Benevento  | DC           |
| Rolando Picchioni                  | Torino     | DC           |
| Enea Piccinelli                    | Siena      | DC           |
| Gino Picciotto                     | Catanzaro  | PCI          |
| Flaminio Piccoli                   | Trento     | DC           |
| Enrico Piccone                     | Bari       | PCI          |
| Pietro Pirolo                      | Napoli     | MSI-DN       |
| Beppe Pisanu                       | Cagliari   | DC           |
| Natale Pisicchio                   | Bari       | DC           |
| Ferruccio Pisoni                   | Trento     | DC           |
| Michele Pistillo                   | Bari       | PCI          |
| Mario Pochetti                     | Roma       | PCI          |
| Enzo Poli                          | Pisa       | PSDI         |
| Giorgio Postal                     | Trento     | DC           |
| Giovanni Prandini                  | Brescia    | DC           |
| Roberto Prearo                     | Verona     | DC           |
| Luigi Preti                        | Bologna    | PSDI         |
| Francesco Principe                 | Catanzaro  | PSI          |
| Ernesto Pucci                      | Catanzaro  | DC           |
| Calogero Pumilia                   | Palermo    | DC           |
| Enrico Quaranta                    | Benevento  | PSI          |
| Nevol Querci                       | Roma       | PSI          |
| Fausto Samuele Quilleri            | Brescia    | PLI          |
| Luciano Radi                       | Perugia    | DC           |
| Leonello Raffaelli                 | Pisa       | PCI          |
| Marino Raicich                     | Firenze    | PCI          |
| Leandro Rampa                      | Brescia    | DC           |
| Vincenzo Raucci                    | Napoli     | PCI          |
| Francesco Rausa                    | Lecce      | DC           |
| Pino Rauti                         | Roma       | MSI-DN       |
| Giuseppe Reale                     | Catanzaro  | DC           |
| Oronzo Reale                       | Ancona     | PRI          |
| Alessandro Reggiani                | Venezia    | PSDI         |
| Alfredo Reichlin                   | Lecce      | PCI          |
| Pietro Rende                       | Catanzaro  | DC           |
| Francesco Restivo                  | Palermo    | DC           |
| Emidio Revelli                     | Genova     | DC           |
| Pietro Riccio                      | Cagliari   | DC           |
| Stefano Riccio                     | Napoli     | DC           |
| Salvatore Riela                    | Palermo    | PCI          |
| Grazia Riga                        | Catanzaro  | PCI          |
| Umberto Righetti                   | Roma       | PSDI         |
| Roland Riz                         | Trento     | Misto (PPST) |
| Enrico Rizzi                       | Milano     | PSDI         |
| Giovanni Roberti                   | Napoli     | MSI-DN       |
| Virginio Rognoni                   | Milano     | DC           |
| Nicola Romeo                       | Milano     | MSI-DN       |
| Pier Luigi Romita                  | Cuneo      | PSDI         |
| Pino Romualdi                      | Roma       | MSI-DN       |
| Elio Rosati                        | Napoli     | DC           |
| Attilio Ruffini                    | Palermo    | DC           |
| Mariano Rumor                      | Verona     | DC           |
| Carlo Russo                        | Genova     | DC           |
| Ferdinando Russo                   | Palermo    | DC           |
| Quirino Russo                      | Napoli     | PSDI         |
| Vincenzo Russo                     | Bari       | DC           |
| Gianfranco Sabbatini               | Ancona     | DC           |
| Sandro Saccucci                    | Roma       | MSI-DN       |
| Angelo Salizzoni                   | Bologna    | DC           |
| Elvio Alfonso Salvatore            | Potenza    | PSI          |
| Vittorio Salvatori                 | Bari       | DC           |
| Franco Salvi                       | Brescia    | DC           |
| Egizio Sandomenico                 | Napoli     | PCI          |
| Renato Sandri                      | Mantova    | PCI          |
| Carlo Sangalli                     | Milano     | DC           |
| Orazio Santagati                   | Catania    | MSI-DN       |
| Giorgio Santuz                     | Udine      | DC           |
| Angelo Sanza                       | Potenza    | DC           |
| Domenico Sartor                    | Venezia    | DC           |
| Gianni Savoldi                     | Brescia    | PSI          |
| Gabriele Sboarina                  | Verona     | DC           |
| Eirene Sbriziolo De Felice         | Napoli     | PCI          |
| Oscar Luigi Scalfaro               | Torino     | DC           |
| Vincenzo Scarlato                  | Benevento  | DC           |
| Primo Schiavoni                    | Venezia    | DC           |
| Vinicio Scipioni                   | L'Aquila   | PCI          |
| Vincenzo Scotti                    | Napoli     | DC           |
| Donato Scutari                     | Potenza    | PCI          |
| Giacomo Sedati                     | Campobasso | DC           |
| Sergio Segre                       | Bari       | PCI          |
| Gabriele Semeraro                  | Lecce      | DC           |
| Pietro Serrentino                  | Como       | PLI          |
| Stefano Servadei                   | Bologna    | PSI          |
| Franco Servello                    | Milano     | MSI-DN       |
| Luciana Sgarbi Bompani             | Parma      | PCI          |
| Marcello Sgarlata                  | Catania    | DC           |
| Claudio Signorile                  | Lecce      | PSI          |
| Marcello Simonacci                 | Roma       | DC           |
| Giuseppe Sinesio                   | Palermo    | DC           |
| Giovanni Sisto                     | Cuneo      | DC           |
| Albino Skerk                       | Trieste    | PCI          |
| Francesco Sobrero                  | Cuneo      | DC           |
| Enrico Spadola                     | Catania    | DC           |
| Ugo Spagnoli                       | Torino     | PCI          |
| Edoardo Speranza                   | Firenze    | DC           |
| Giorgio Spitella                   | Perugia    | DC           |
| Pietro Sponziello                  | Lecce      | MSI-DN       |
| Livio Stefanelli                   | Lecce      | PCI          |
| Carlo Stella                       | Torino     | DC           |
| Ferdinando Storchi                 | Verona     | DC           |
| Artemio Strazzi                    | Ancona     | PSI          |
| Fiorentino Sullo                   | Benevento  | DC           |
| Renata Talassi Giorgi              | Bologna    | PCI          |
| Mario Tamini                       | Torino     | PCI          |
| Mario Tanassi                      | Roma       | PSDI         |
| Danilo Tani                        | Siena      | PCI          |
| Michele Tantalo                    | Potenza    | DC           |
| Eugenio Tarabini                   | Como       | DC           |
| Carlo Tassi                        | Parma      | MSI-DN       |
| Paolo Emilio Taviani               | Genova     | DC           |
| Giulio Tedeschi                    | Campobasso | PCI          |
| Cesare Terranova                   | Catania    | Misto (PCI)  |
| Adelio Terraroli                   | Brescia    | PCI          |
| Sergio Tesi                        | Firenze    | PCI          |
| Giancarlo Tesini                   | Bologna    | DC           |
| Alessandro Tessari                 | Venezia    | PCI          |
| Giuseppe Tocco                     | Cagliari   | PSI          |
| Alberto Todros                     | Torino     | PCI          |
| Aldo Tortorella                    | Milano     | PCI          |
| Giuseppe Tortorella                | Catania    | MSI-DN       |
| Renato Tozzi Condivi               | Ancona     | DC           |
| Filippo Traina                     | Catania    | PCI          |
| Vincenzo Trantino                  | Catania    | MSI-DN       |
| Giovanni Traversa                  | Cuneo      | DC           |
| Mirko Tremaglia                    | Brescia    | MSI-DN       |
| Antonino Tripodi                   | Catanzaro  | MSI-DN       |
| Girolamo Tripodi                   | Catanzaro  | PCI          |
| Rubes Triva                        | Parma      | PCI          |
| Antonello Trombadori               | Roma       | PCI          |
| Ferdinando Truzzi                  | Mantova    | DC           |
| Luigi Turchi                       | Roma       | MSI-DN       |
| Francesco Turnaturi                | Catania    | DC           |
| Giacinto Urso                      | Lecce      | DC           |
| Salvatore Urso                     | Catania    | DC           |
| Mario Vaghi                        | Milano     | DC           |
| Raffaele Valensise                 | Catanzaro  | MSI-DN       |
| Mario Valiante                     | Benevento  | DC           |
| Domenico Valori                    | Ancona     | PCI          |
| Savino Giuseppe Vania              | Bari       | PCI          |
| Bruno Vecchiarelli                 | Campobasso | DC           |
| Guido Venegoni                     | Milano     | PCI          |
| Aldo Venturini                     | Roma       | PSI          |
| Giuseppe Venturoli                 | Bologna    | PCI          |
| Francesco Verga                    | Milano     | DC           |
| Veraldo Vespignani                 | Bologna    | PCI          |
| Ugo Vetere                         | Roma       | PCI          |
| Stefano Vetrano                    | Benevento  | PCI          |
| Mario Vetrone                      | Benevento  | DC           |
| Rodolfo Vicentini                  | Brescia    | DC           |
| Ruggero Villa                      | Roma       | DC           |
| Sebastiano Vincelli                | Catanzaro  | DC           |
| Bruno Vincenzi                     | Mantova    | DC           |
| Manlio Vineis                      | Cuneo      | PSI          |
| Bruno Visentini                    | Pisa       | PRI          |
| Lino Vitale                        | Campobasso | DC           |
| Nazareno Vitali                    | Palermo    | PCI          |
| Calogero Volpe                     | Palermo    | DC           |
| Benigno Zaccagnini                 | Bologna    | DC           |
| Renzo Zaffanella                   | Mantova    | PSI          |
| Mario Zagari                       | Roma       | PSI          |
| Giuseppe Zamberletti               | Como       | DC           |
| Amos Zanibelli                     | Mantova    | DC           |
| Alfeo Zanini                       | Venezia    | DC           |
| Michele Zolla                      | Torino     | DC           |
| Francesco Zoppetti                 | Milano     | PCI          |
| Giuseppe Zurlo                     | Lecce      | DC           |

## Deputati surroganti proclamati eletti ad inizio legislatura
Di seguito i deputati proclamati eletti in surrogazione dei candidati plurieletti.
| Lista  | Eletto surrogato     | Opzione | Subentrante                | Collegio  |
| ------ | -------------------- | ------- | -------------------------- | --------- |
| MSI-DN | Tullio Abelli        | Torino  | Carlo Dal Sasso            | Venezia   |
| MSI-DN | Giorgio Almirante    | Roma    | Francesco Petronio         | Milano    |
| PCI    | Giorgio Amendola     | Napoli  | Enrico Piccone             | Bari      |
| DC     | Giulio Andreotti     | Roma    | Raffaele Allocca           | Napoli    |
| PCI    | Silvano Bacicchi     | Senato  | Lorenzo Menichino          | Udine     |
| PRI    | Adolfo Battaglia     | Verona  | Antonio Del Pennino        | Milano    |
| PRI    | Adolfo Battaglia     | Verona  | Renato Ascari Raccagni     | Bologna   |
| PCI    | Enrico Berlinguer    | Roma    | Renato Ballarin            | Venezia   |
| PCI    | Enrico Berlinguer    | Roma    | Tommaso Perantuono         | L'Aquila  |
| MSI-DN | Gino Birindelli      | Firenze | Sandro Saccucci            | Roma      |
| MSI-DN | Gino Birindelli      | Firenze | Pietro Pirolo              | Napoli    |
| PCI    | Paolo Bufalini       | Senato  | Filippo Traina             | Catania   |
| PCI    | Gerardo Chiaromonte  | Senato  | Nicola Cataldo             | Potenza   |
| PCI    | Armando Cossutta     | Senato  | Giuseppe Chiarante         | Brescia   |
| MSI-DN | Alfredo Covelli      | Roma    | Francesco Baghino          | Genova    |
| MSI-DN | Alfredo Covelli      | Roma    | Pietro Cerullo             | Bologna   |
| PSI    | Francesco De Martino | Napoli  | Alfredo Giovanardi         | Bologna   |
| MSI-DN | Enrico Endrich       | Senato  | Raimondo Milia             | Cagliari  |
| PCI    | Carlo Fermariello    | Senato  | Eirene Sbriziolo De Felice | Napoli    |
| PCI    | Pietro Ingrao        | Perugia | Franco Coccia              | Perugia   |
| PRI    | Ugo La Malfa         | Bologna | Pasquale Bandiera          | Catania   |
| PRI    | Ugo La Malfa         | Bologna | Aristide Gunnella          | Palermo   |
| PSI    | Bruno Lepre          | Senato  | Franco Castiglione         | Udine     |
| PSI    | Riccardo Lombardi    | Milano  | Ruggero Orlando            | Roma      |
| PCI    | Giorgio Napolitano   | Napoli  | Mario Cirillo              | Benevento |
| PCI    | Gian Carlo Pajetta   | Torino  | Antonio Caruso             | Mantova   |
| PCI    | Ugo Pecchioli        | Senato  | Isacco Nahoum              | Cuneo     |
| DC     | Mario Scelba         | Senato  | Marcello Sgarlata          | Catania   |
| PCI    | Umberto Terracini    | Senato  | Alfredo Bianchi            | Pisa      |
| PCI    | Cesare Terranova     | Catania | Alessandro Ferretti        | Palermo   |
| PCI    | Aldo Tortorella      | Catania | Maria Agostina Pellegatta  | Como      |

## Modifiche intervenute

### Modifiche intervenute nella composizione dell'assemblea
| Uscente                 | Subentrante             | Lista                | Collegio | Causa          | Data       |
| ----------------------- | ----------------------- | -------------------- | -------- | -------------- | ---------- |
| Roberto Marmugi         | Bruno Niccoli           | PCI                  | Firenze  | Decesso        | 08.11.1972 |
| Germano Ollietti        | Emilio Chanoux          | UVP-DP-PCI-PSI (UVP) | Aosta    | Decesso        | 29.11.1972 |
| Aldo Arzilli            | Rosalia Vagli           | PCI                  | Pisa     | Decesso        | 31.01.1973 |
| Anselmo Martoni         | Livio Ligori            | PSDI                 | Bologna  | Annullamento   | 24.02.1973 |
| Leonetto Amadei         | Aldo Spinelli           | PSI                  | Pisa     | Dimissioni     | 06.07.1972 |
| Mauro Silvano Lombardi  | Federico Pietro Mignani | PCI                  | Pisa     | Decesso        | 03.05.1973 |
| Giovanni De Lorenzo     | Michele Marchio         | MSI                  | Roma     | Decesso        | 03.05.1973 |
| Aldo Maina              | Andrea Galasso          | MSI                  | Torino   | Decesso        | 23.09.1973 |
| Giuliano De Laurentiis  | Guglielmo Mancinelli    | PCI                  | Ancona   | Decesso        | 17.10.1973 |
| Enrico Medi             | Ennio Pompei            | DC                   | Roma     | Decesso        | 29.05.1974 |
| Nicola Romeo            | Benito Bollati          | MSI                  | Milano   | Decesso        | 29.05.1974 |
| Antonio Bodrito         | Pietro Zoppi            | DC                   | Genova   | Decesso        | 25.09.1974 |
| Armando Cascio          | Salvatore Miceli        | PSI                  | Catania  | Dimissioni     | 26.09.1974 |
| Salvatore Cottoni       | Umberto Genovesi        | PSDI                 | Cagliari | Decesso        | 27.09.1974 |
| Tullio Benedetti        | Piergiorgio Allera      | PCI                  | Torino   | Optante Senato | 26.11.1974 |
| Rodolfo Vicentini       | Ernesta Belussi         | DC                   | Brescia  | Decesso        | 09.01.1975 |
| Antonio Messeni Nemagna | Ferdinando Marinelli    | MSI-DN               | Bari     | Deceduto       | 05.03.1975 |
| Enzo Poli               | Giuseppe Averardi       | PSDI                 | Pisa     | Decesso        | 23.04.1975 |
| Alessandro Ferretti     | Domenico Bacchi         | PCI                  | Palermo  | Dimissioni     | 20.05.1975 |
| Giuseppe Balasso        | Valentino Perdonà       | DC                   | Verona   | Decesso        | 21.05.1975 |
| Vito Damico             | Pompeo Colajanni        | PCI                  | Torino   | Dimissioni     | 25.06.1975 |
| Adriano Ciaffi          | Roberto Massi           | DC                   | Ancona   | Dimissioni     | 23.09.1975 |
| Domenico Valori         | Gennaro Barboni         | PCI                  | Ancona   | Dimissioni     | 23.09.1975 |
| Renato Bastianelli      | Claudio Bruno Corvatta  | PCI                  | Ancona   | Dimissioni     | 23.09.1975 |
| Michele Cassano         | Achille Tarsia Incuria  | MSI-DN               | Bari     | Dimissioni     | 23.09.1975 |
| Francesco Verga         | Pietro Bruschi          | DC                   | Milano   | Decesso        | 08.10.1975 |
| Mario Ferrari Aggradi   | Gianfranco Rocelli      | DC                   | Venezia  | Dimissioni     | 03.03.1976 |
| Francesco Restivo       | Benedetto Del Castillo  | DC                   | Palermo  | Decesso        | 22.04.1976 |
| Domenico Magrì          | Salvatore Barberi       | DC                   | Catania  | Dimissioni     | 28.04.1976 |
| Giuseppe Alpino         | Enrico Michele Demarchi | PLI                  | Torino   | Decesso        | 19.05.1976 |
| Pietro Riccio           | -                       | DC                   | -        | Sequestro      | -          |

### Modifiche intervenute nella composizione dei gruppi

#### Gruppo democratico cristiano
- In data 08.04.1974 lascia il gruppo Fiorentino Sullo, che aderisce al gruppo misto.
- In data 12.03.1975 lascia il gruppo Vittorio Salvatori, che aderisce al gruppo PSDI.

#### Gruppo comunista
- Nessuna modifica intervenuta.

#### Gruppo socialista
- Nessuna modifica intervenuta.

#### Movimento Sociale Italiano - Destra Nazionale
- In data 28.06.1974 lascia il gruppo Gino Birindelli, che aderisce al gruppo misto.

#### Partito Socialista Democratico Italiano
- In data 03.06.1974 aderisce al gruppo Fiorentino Sullo, proveniente dal gruppo misto.
- In data 28.01.1975 lascia il gruppo Luigi Angrisani, che aderisce al gruppo misto.
- In data 12.03.1975 aderisce al gruppo Vittorio Salvatori, proveniente dal gruppo democratico cristiano.

#### Gruppo liberale
- Nessuna modifica intervenuta.

#### Gruppo repubblicano
- Nessuna modifica intervenuta.

#### Gruppo misto
- In data 29.11.1972 aderisce al gruppo Emilio Chanoux, subentrato a Germano Ollietti (eletto ma non proclamato perché deceduto) in seguito ad elezione suppletiva nel collegio uninominale della Valle d'Aosta.
- In data 08.04.1974 aderisce al gruppo Fiorentino Sullo, proveniente dal gruppo democratico cristiano.
- In data 03.06.1974 lascia il gruppo Fiorentino Sullo, che aderisce al gruppo PSDI.
- In data 28.06.1974 aderisce al gruppo Gino Birindelli, proveniente dal gruppo MSI-DN.
- In data 28.01.1975 aderisce al gruppo Luigi Angrisani, proveniente dal gruppo PSDI.